# Парова машина (Диканька)
Парова машина (локомобіль П-38) — пам'ятник техніки біля історико-краєзнавчого музею ім. Д. М. Гармаша у центрі селища Диканька Полтавської області встановлений 25 травня 1996 року.

## Історія
Відомо, що багато таких машин з 80-х років XIX ст. працювало на току диканського маєтку князів Кочубеїв.
Напередодні Другої світової війни, у 1930-1940-х роках локомобіль працював на току у місцевому колгоспі цілодобово: заправлявся водою, в топці його спалювалася солома і парою приводився в рух величезний маховик, з'єднаний ремінною передачею з молотаркою чи віялкою. Використовувався і як привод для електрогенератора та іншого. У колгоспах Диканського району працювало понад 300 таких парових машин потужністю 38 кінських сил кожний. У післявоєнні роки повністю були замінені комбайнами.

## Опис
Локомобіль П-38, побудований у післявоєнний період Херсонським локомобільним заводом, тривалий час працював у Диканській районній заготконторі, виробляючи пар, яким обробляли дерев'яні діжки перед засолюванням огірків.
Після списання здали на металобрухт.
За ініціативою краєзнавців і працівників музею він був викуплений, відреставрований у місцевій «Сільгосптехніці» і встановлений на постаменті з чотирьох бетонних опор (1,2x0,4x0,2 м). Його довжина 3,6 м, ширина 1.5 м, і висота 4,0 м.

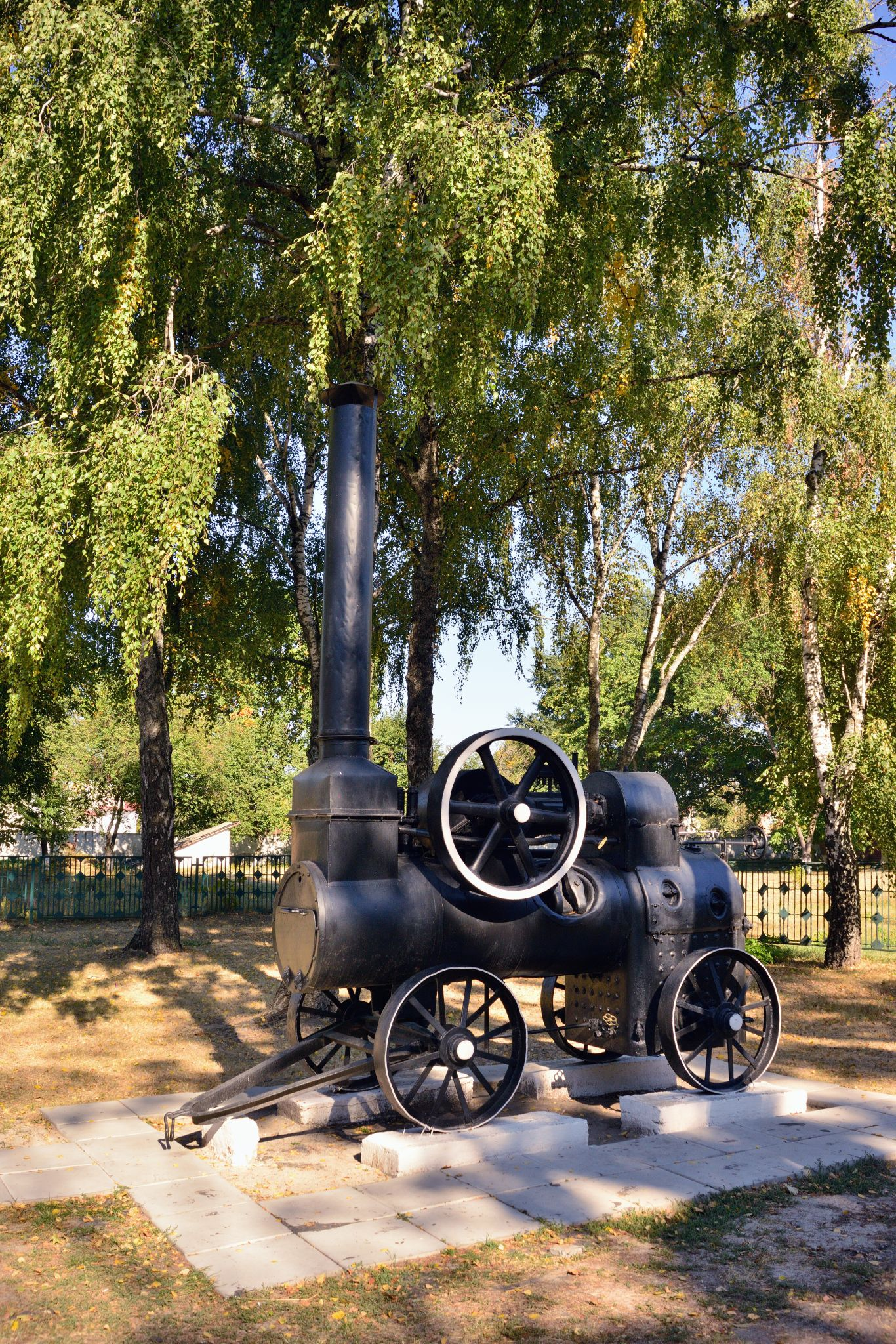
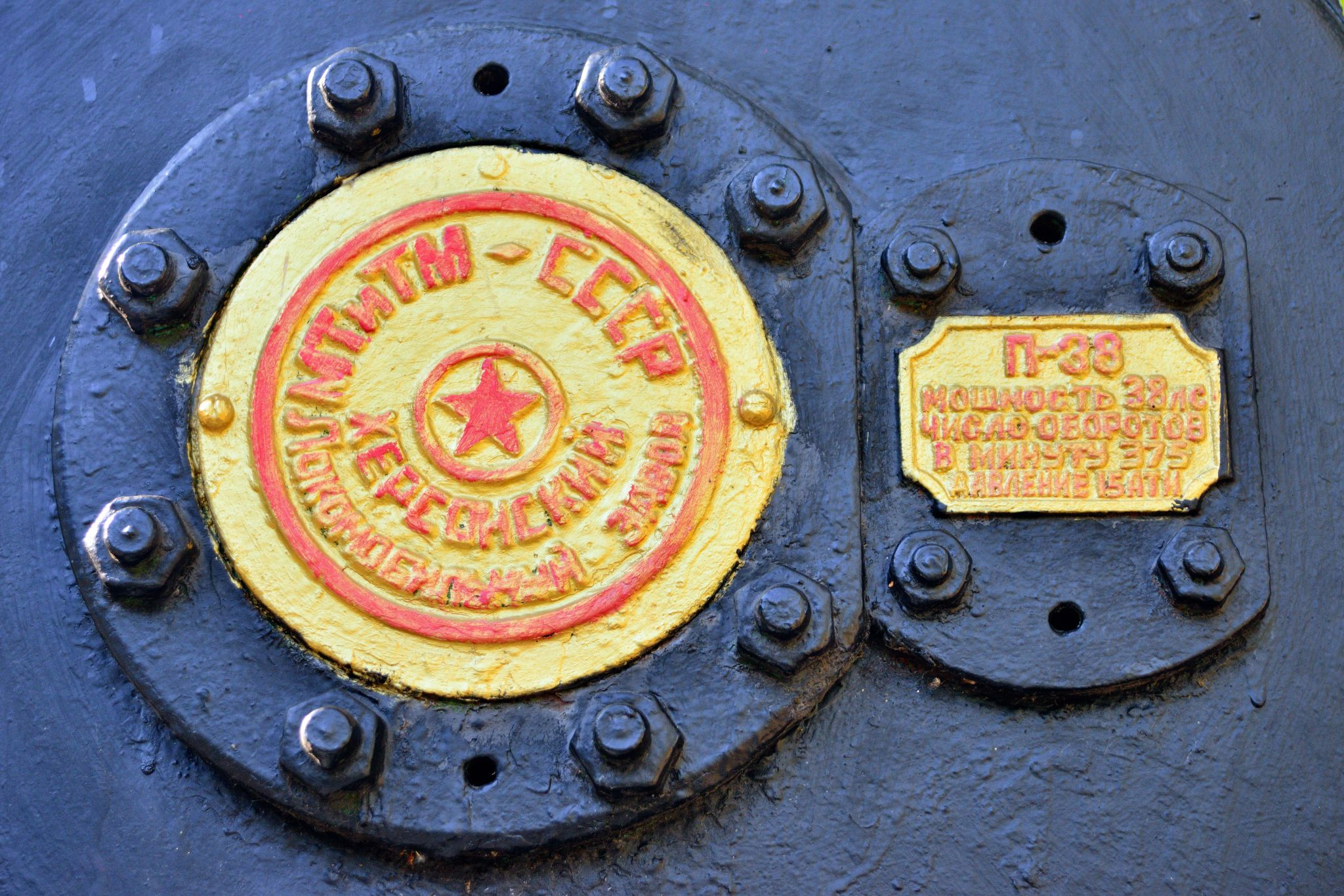
Заводські таблички
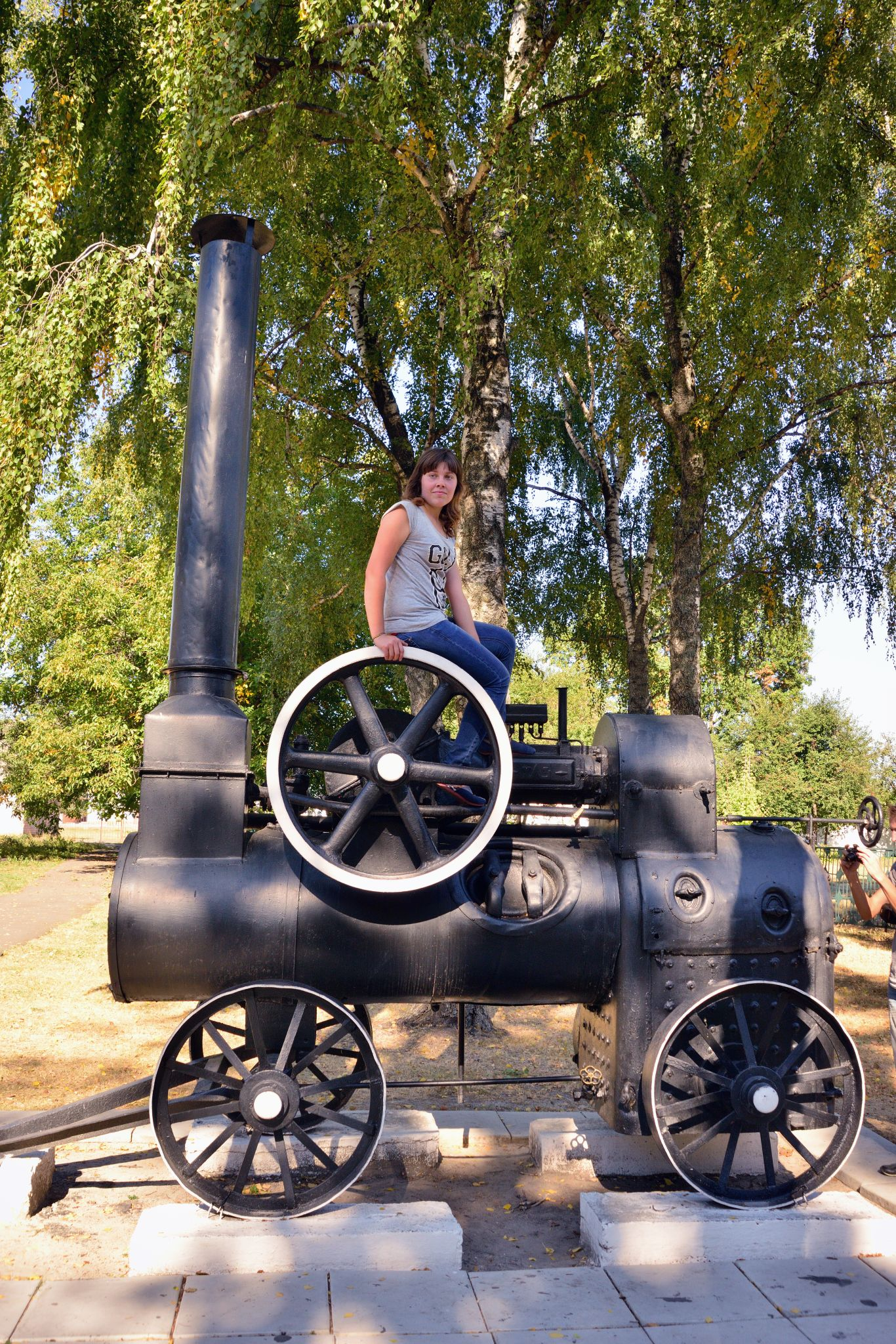

## Факти
- У місті Рожище Волинської області встановлено як пам'ятник локомобіль П-75 Херсонського локомобільного заводу[5].Локомобіль у Рожище

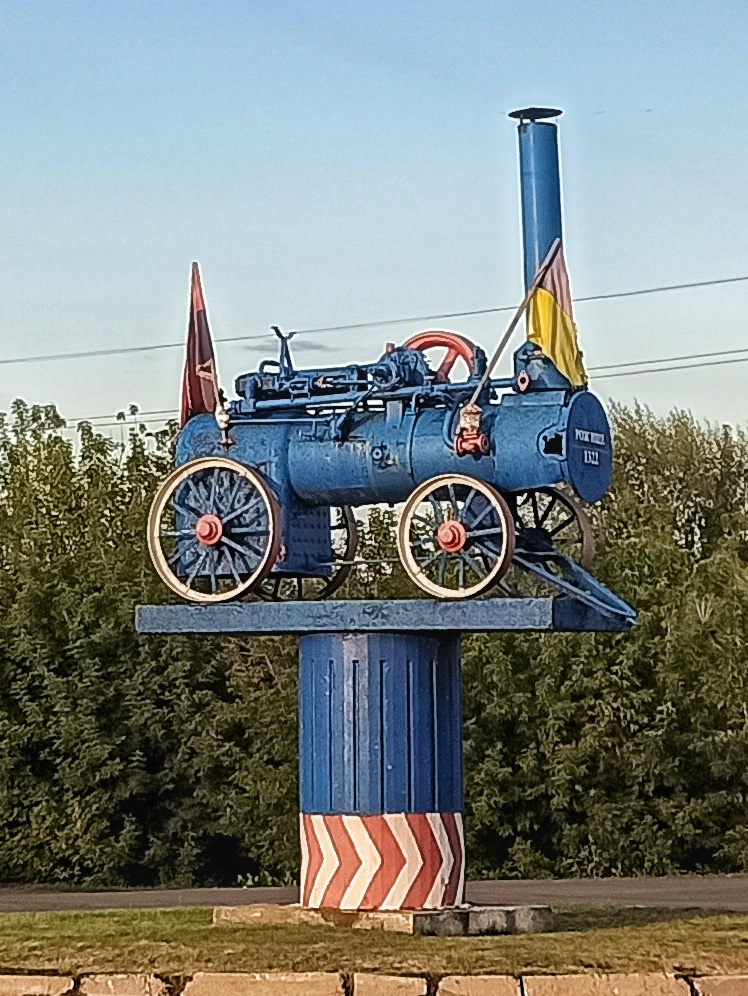
Локомобіль у Рожище

- Локомобіль П-25 Херсонського локомобільного заводу зберігається у Національному історико-етнографічному заповіднику «Переяслав»[6].
- У селі Власівка Луганської області встановлено як пам'ятник німецький локомобіль 1890 року випуску[7][8].
- У 2017, поблизу села Соснів Тернопільської області було відкопано локомобіль англійського виробництва, схованого на початку XX століття[7][9].